# 59 Geminorum
59 Geminorum är en pulserande variabel av Delta Scuti-typ (DSCT) i stjärnbilden Tvillingarna.
59 Geminorum har visuell magnitud +5,77 och varierar utan någon fastställd amplitud eller periodicitet. Den befinner sig på ett avstånd av ungefär 185 ljusår.